# أيزاياه أوستين
أيزاياه أوستين (25 أكتوبر 1993 في الولايات المتحدة - ) (بالإنجليزية: Isaiah Austin)‏ هو لاعب كرة سلة أمريكي في مركز الوسط. لعب مع بايلور بيرز ‏.

## وصلات خارجية
- أيزاياه أوستين على موقع دوري السوبر التايواني لكرة السلة (الصينية)
- أيزاياه أوستين على موقع كرة السلة الأوروبية.كوم (الإنجليزية)
- أيزاياه أوستين على موقع DraftExpress.com (الإنجليزية)
- أيزاياه أوستين على موقع كلية كرة السلة في سبورتس رفرنس.كوم (الإنجليزية)
- أيزاياه أوستين على موقع ريلجم (الإنجليزية)
- أيزاياه أوستين على موقع بروبوليرز (الإنجليزية)
- أيزاياه أوستين على موقع سبورتس رفرنس (الإنجليزية)